# Michelle Cottier
Michelle Cottier (* 1973; heimatberechtigt in Jaun) ist eine Schweizer Rechtswissenschaftlerin.

## Leben
Cottier studierte Rechtswissenschaft an den Universitäten Basel und Lausanne sowie Rechtssoziologie am Internationalen Institut für Rechtssoziologie in Oñati, Spanien. Sie promovierte 2005 an der Universität Basel und lehrte anschliessend an der Humboldt-Universität zu Berlin sowie an den Universitäten Basel, Zürich und Luzern. Ihre Forschungsprojekte führten sie unter anderem an die Harvard University in den USA und als Gastforscherin an die Universitäten Keele, Cardiff und Kent in Grossbritannien. Cottier war Assistenzprofessorin an der Universität Basel und Richterin am Appellationsgericht des Kantons Basel-Stadt. Seit dem 1. September 2015 ist sie ordentliche Professorin an der Universität Genf.
Ihre Forschungsschwerpunkte sind das Personen- und Familienrecht, das Kindesrecht, die Rechtssoziologie sowie die Gender-Perspektive im Recht.
Cottier ist gemeinsam mit Ingeborg Schwenzer und Andrea Büchler Herausgeberin der Zeitschrift Die Praxis des Familienrechts.